# Fritz Spira

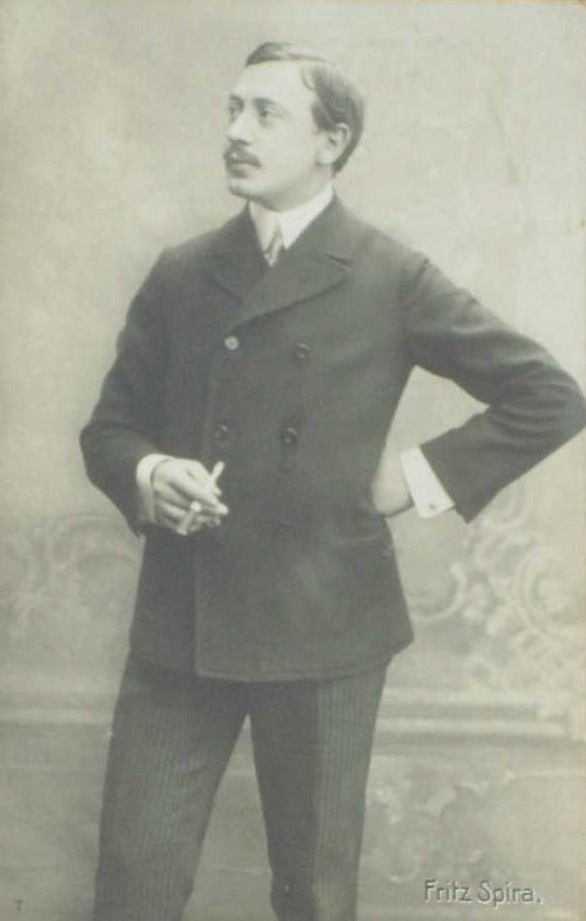
Spira, etwa 1910

Fritz Spira, gebürtig Jakob Spira (* 1. August 1877 in Wien; † 1943 im KZ Ruma, Jugoslawien), war ein österreichischer Schauspieler.

## Leben
Spira besuchte das Wiener Konservatorium und begann seine künstlerische Laufbahn als Operettensänger an den Theatern von Olmütz und Troppau. 1899 trat er erstmals am Stadttheater von Breslau auf. 1900 erhielt er ein Engagement am Theater in der Josefstadt in Wien. 1901 kam er nach Berlin, wo er drei Jahrzehnte lang an verschiedenen Bühnen wie dem Residenz-Theater, dem Neuen Theater, dem Kleinen Theater, dem Lustspielhaus, der Komischen Oper und dem Metropoltheater tätig war.
Seit 1910 wurde Spira auch häufig im Stummfilm eingesetzt, blieb aber meist auf kleine Rollen beschränkt, auch wenn er hohe Persönlichkeiten wie 1926 Kaiser Franz Joseph in Die dritte Eskadron oder den allmächtigen Gouverneur in Sacco und Vanzetti verkörperte. 
Nach der Machtergreifung der Nationalsozialisten emigrierte er nach Polen. Die Ehe mit seiner Frau, der Schauspielerin Lotte Spira, die er am 20. Dezember 1905 geheiratet hatte, wurde 1934 geschieden. Spira spielte am deutschsprachigen Stadttheater im polnischen Bielitz, wo er Oberspielleiter wurde. 1935 ging er nach Österreich, doch fand er als Jude kaum noch Arbeitsmöglichkeiten.

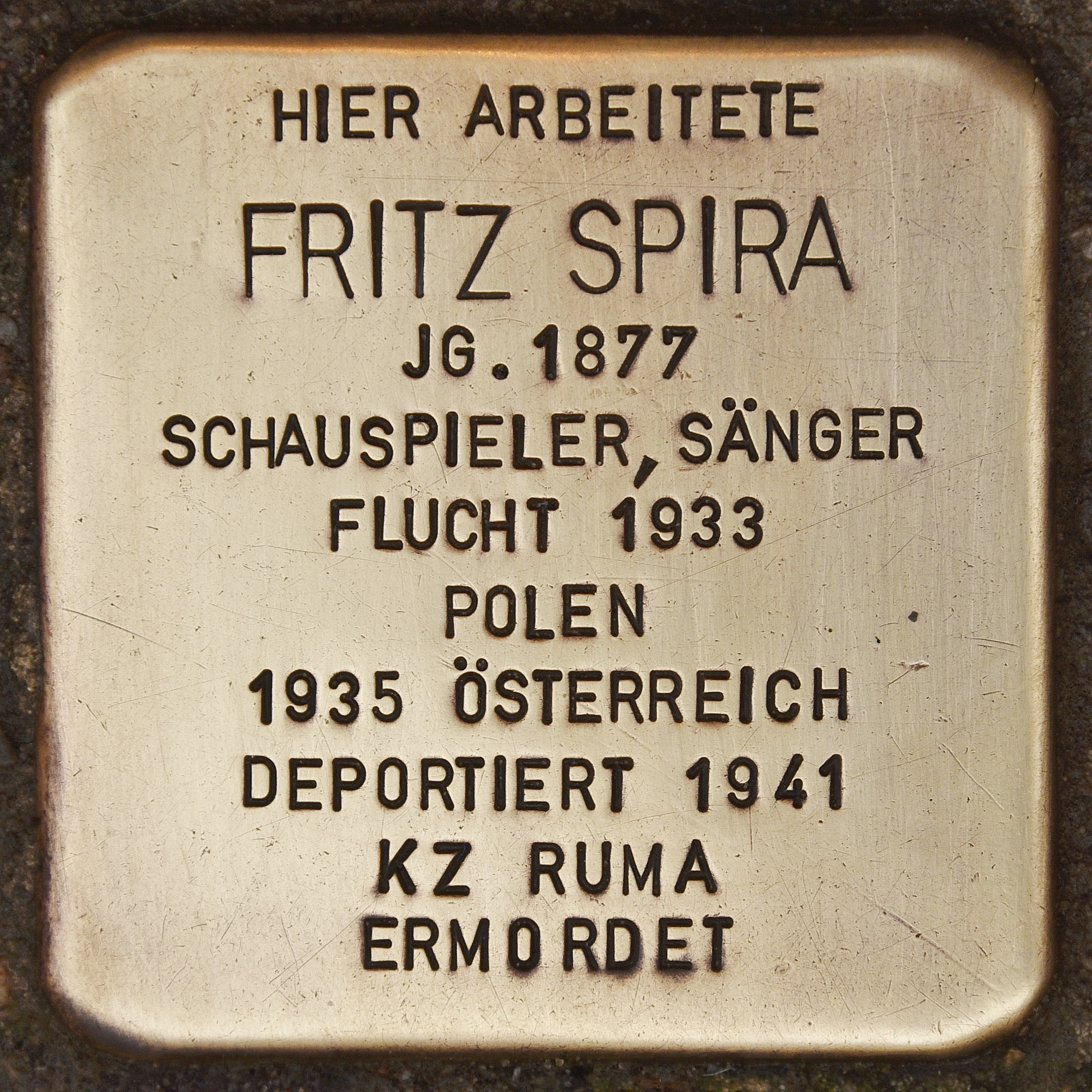
Stolperstein, Behrenstraße 55–57, in Berlin-Mitte

Nach dem Anschluss Österreichs bemühte er sich vergeblich, ins Ausland zu entkommen. Bei seinem Versuch, ein Visum nach Shanghai zu erhalten, wurde er verhaftet und Anfang März 1941 deportiert. Spira kam vermutlich in dem in der Vojvodina liegenden KZ Ruma ums Leben. Er ist der Vater der Schauspielerinnen Camilla Spira und Steffie Spira.

## Filmografie
- 1910: Pro Patria
- 1912: Ein Lebenslied
- 1912: Auf dem Meeresgrunde
- 1913: Die kleine Residenz
- 1913: Alles aus Liebe
- 1914: Die Perle
- 1914: Zweite Tür links
- 1914: Fräulein Leutnant
- 1916: Der zehnte Pavillon der Zitadelle
- 1917: Ein Lebenslied
- 1918: Ferdinand Lassalle – Des Volkstribunen Glück und Ende
- 1919: Die Sekretärin des Gesandten
- 1919: Freie Liebe
- 1920: Der Pokal der Fürstin
- 1922: Fridericus Rex
- 1923: Freund Ripp
- 1925: Gräfin Mariza
- 1925: Freies Volk
- 1925: Liebe und Trompetenblasen
- 1926: Die rote Maus
- 1926: Die dritte Eskadron
- 1926: Frauen der Leidenschaft
- 1926: Es blasen die Trompeten
- 1926: Nanette macht alles[1]
- 1926: Wien – Berlin
- 1926: Wir sind vom K. u. K. Infanterie-Regiment
- 1926: An der Weser
- 1927: Im Schatten des elektrischen Stuhls
- 1927: Familientag im Hause Prellstein
- 1927: Der fesche Erzherzog
- 1928: Das Schicksal derer von Habsburg
- 1928: Die Lamplgasse
- 1928: Was ist los mit Nanette?
- 1929: Nachtgestalten
- 1929: Im Prater blüh’n wieder die Bäume
- 1929: Die Vierte von rechts
- 1930: Wer hat Bobby gesehen?
- 1930: Am Rande der Sahara
- 1930: Die vom Rummelplatz
- 1930: Liebling der Götter
- 1930: Rasputin, Dämon der Frauen
- 1930: Zwei Welten
- 1930: Va Banque
- 1930: Am Rande der Sahara
- 1931: Wiener Liebschaften
- 1931: Dienst ist Dienst
- 1931: Ihre Hoheit befiehlt
- 1931: In Wien hab’ ich einmal ein Mädel geliebt
- 1931: Der Schrecken der Garnison
- 1931: Kasernenzauber
- 1931: Solang’ noch ein Walzer von Strauß erklingt
- 1931: Wiener Liebschaften
- 1932: Der Feldherrnhügel
- 1932: Der Frauendiplomat
- 1932: Gitta entdeckt ihr Herz
- 1932: Johann Strauß, k. u. k. Hofkapellmeister
- 1932: Johnny stiehlt Europa
- 1932: Schuberts Lieder
- 1932: Kaiserwalzer
- 1933: Der Choral von Leuthen
- 1933: Die Nacht im Forsthaus
- 1935: Tagebuch der Geliebten